# 스코토플레인
스코토플레인(Scotoplanes)은 엘피디아디과에 속하는 심해 해삼의 한 속이다. 스코토플레인 속에 속하는 종들은 일반적으로 바다 돼지라고도 알려져 있다.

## 이동
엘피디아디과에 속하는 생물들은 특히나 신축하는 관족을 가지고 있다. 이들의 관족은 마치 생물의 다리와 같은 형태를 띠고 있으며, 피부에 존재하는 입출수공을 통해 팽창 및 수축하여 부속지의 움직임을 일으킨다. 이들의 부속지는 다른 판족목에 속하는 생물들의 관족과는 더 큰 엘피디아디과 생물의 관족을 위하여 팽대부를 피부구멍으로 대체하였다는 점에서 차이점이 존재한다. 스코토플레인은 해양 퇴적층 상단을 통해 이동하며, 표면과 그곳에 존재하는 동물상을 먹이로 삼으며 분해한다. 이러한 유형의 움직임은 심해 부드러운 바닥에서 살아감에 따른 적응의 형태로 생각된다. 그러나 이 생물은 위협을 느끼거나 방해를 받을 때 헤엄을 칠 수 있기도 하다. 스코토플레인에 속하는 몇몇 종은 저서생물이며, 많은 시간을 해수층 내에서 보내게 된다. 한 개의 전두엽과 두 개의 항문엽이 바다돼지를 물 속에서 앞으로 나아가게 한다. 그들의 촉수들은 움직이는 동안 주변을 감지하는 것을 도와준다.

## 생태
스코토플레인은 심해 바닥에서 서식하며, 특히 깊이 1,200에서 5,000미터(3,900에서 16,400피트) 수심의 대서양, 태평양, 그리고 인도양의 심해 평원에서 서식한다. 몇몇 근연종은 남극해에서 발견되기도 한다. 스코토플레인(그리고 다른 모든 심해 해삼)은 퇴적물식자이며 심해 진흙에서 유기 입자를 걸러내는 것으로 먹이를 섭취한다.  스코토플레인 글로보사는 해양 표층에서 갓 떨어진 풍부한 유기적 먹이에 강한 선호도를 보이는 것으로 관측되었으며 후각을 사용하여 고래 시체와 같이 자신이 선호하는 먹이를 찾는다. 스코토플레인은 다른 많은 종류의 해삼들과 마찬가지로 높은 밀집성을 보이며, 가끔은 한 번에 수백 마리가 관측되기도 한다. 한 번에 300-600마리 정도가 모여 있다는 사례도 기록되어 있다. 바다돼지는 또한 복족류나 작은 주걱벌레붙이목 갑각류들같은 다양한 기생성 무척추동물들의 숙주가 된다고도 알려져 있다.

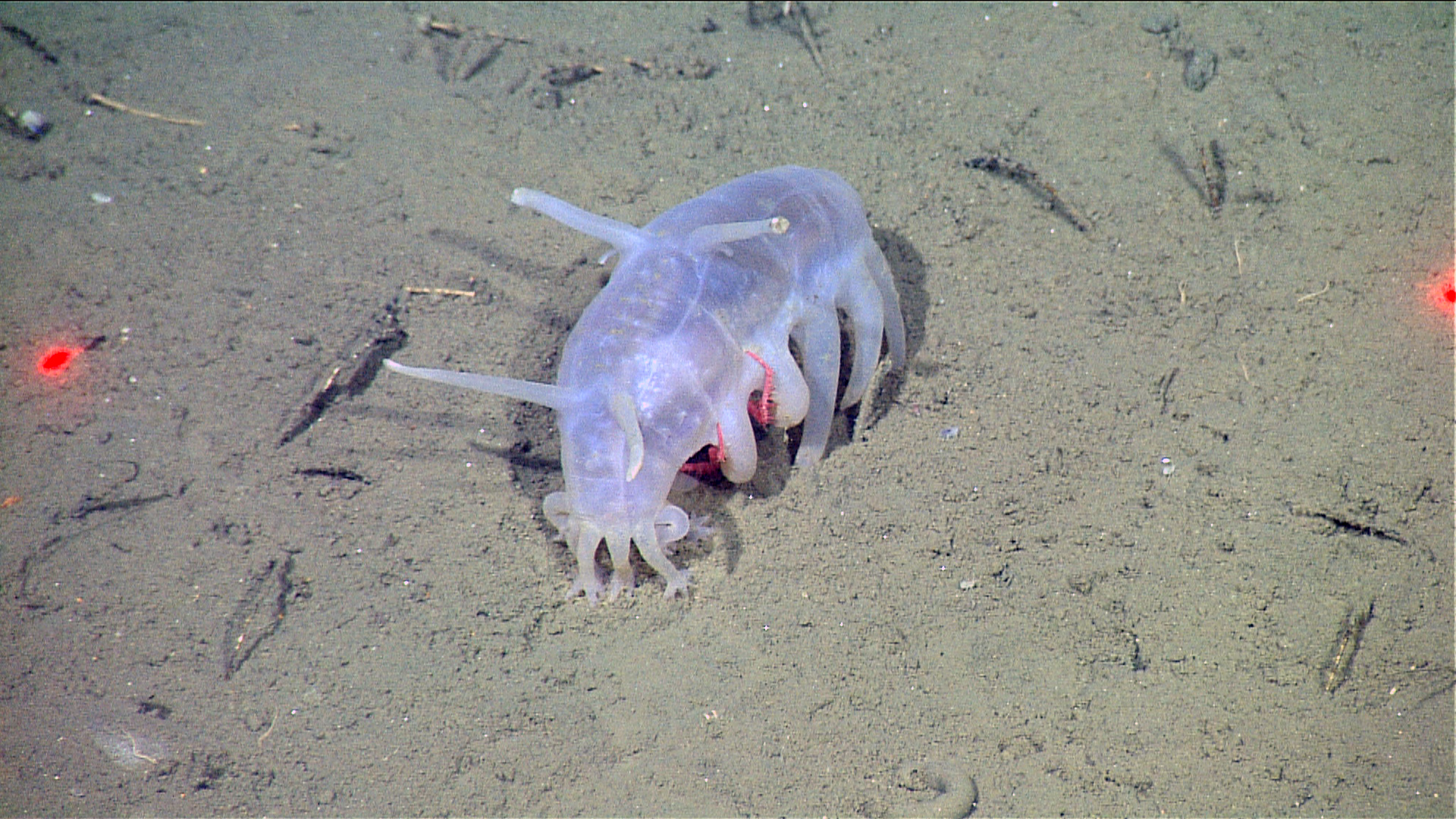
몬터레이만 대략 1,260미터 수심에서 발견된 스코토플레인. 어린 Neolithodes diomedae 왕게가 그것의 아래쪽에서 모습을 감추고 있다.
Monterey Bay Aquarium Research Institute, 2016.

다른 해삼들과 마찬가지로 스코토플레인은 기생이나 편리공생을 하는 생물들의 숙주가 된다. 예를 들어 게 중에서 Neolithodes diomedeae라는 한 종의 유체에게 피난처를 제공하기도 한다.  이러한 형태의 관계는 게들이 자신들의 피난처 아래에 있을 때 포식당할 위협을 줄여주기에 게들에게 있어서는 큰 이득이 될 수 있다고 알려져 있다.
스코토플레인은 많은 수의 개체가 먹이를 먹거나 짝을 구하기 위하여 모여서 생활하는 행동 양상을 보여준다고 알려져 있다.

## 크기
스코토플레인은 4에서 6인치(10에서 15센티미터)까지 자랄 수 있다. 몸체에 6쌍의 관족을 가지고 좌우 대칭의 형태를 띠고 있으며, 이 6쌍의 관족들 중 몸의 중간에 존재하는 것이 가장 크고, 항문 근처에 존재하는 것이 가장 작다. 또한 스코토플레인은 구강에 줄지어있는 열 개의 구강 촉수를 가지고 있다.

## 생리학
스코토플레인은 몸집이 작으며 동시에 포식자로부터 스스로를 보호하는 독자적인 방어 기제를 가지고 있다. 그들의 피부에는 홀로수린이라고 불리는 다른 생물에게 유해할 수 있는 독성 화학물질이 포함되어 있다. 그것들은 관족이나 등유두, 혹은 구강 촉수와 같은 외부 부속지를 가지고 있기도 하다.
다른 모든 극피동물과 마찬가지로 스코토플레인은 덜 발달한 호흡계를 가지고 있으며 항문을 통하여 호흡을 한다. 이는 기관지나무의 부족을 의미한다. 그들의 신체는 심해에 적합하도록 만들어졌기 때문에 표면에 너무 가까이 가져가면 신체가 분해되어버릴 수도 있다. 또한 스코토플레인은 신경절이 없는 신경망을 가지고 있는 등 다른 극피동물과 비슷한 신경계를 가지고 있다.
스코토플레인은 수컷과 암컷 유기체 모두 하나의 생식선으로 이루어진 독특한 생식계를 가지고 있다. 이는 즉 암컷은 하나의 난소를, 수컷은 하나의 정소를 가지고 있다는 것을 의미한다. 이는 다른 대부분의 극피동물과는 구별되는 형태이다. 또한 대부분의 판족목으로부터 고유한 특징은 암컷과 수컷 모두에게서 능동적 배우자발생이 관측되는데, 이는 스코토플레인의 독특한 생식 전략을 가리킨다.
다른 극피동물과 비슷하게 스코토플레인 또한 수관계라는 것을 가지고 있다. 등유두의 경우 중앙에 큰 근육질의 수관이 존재한다는 점에서 조직학적으로는 스코토플레인의 관족과 유사하다. 이러한 관의 수압은 이들의 혈관계의 효능에 직접적인 영향을 미치게 된다.

## 분류
이 속에는 다음과 같은 종의 생물들이 포함된다.:
- 스코토플레인 안젤리쿠스
- 스코토플레인 글로보사
- 스코토플레인 무타빌리스

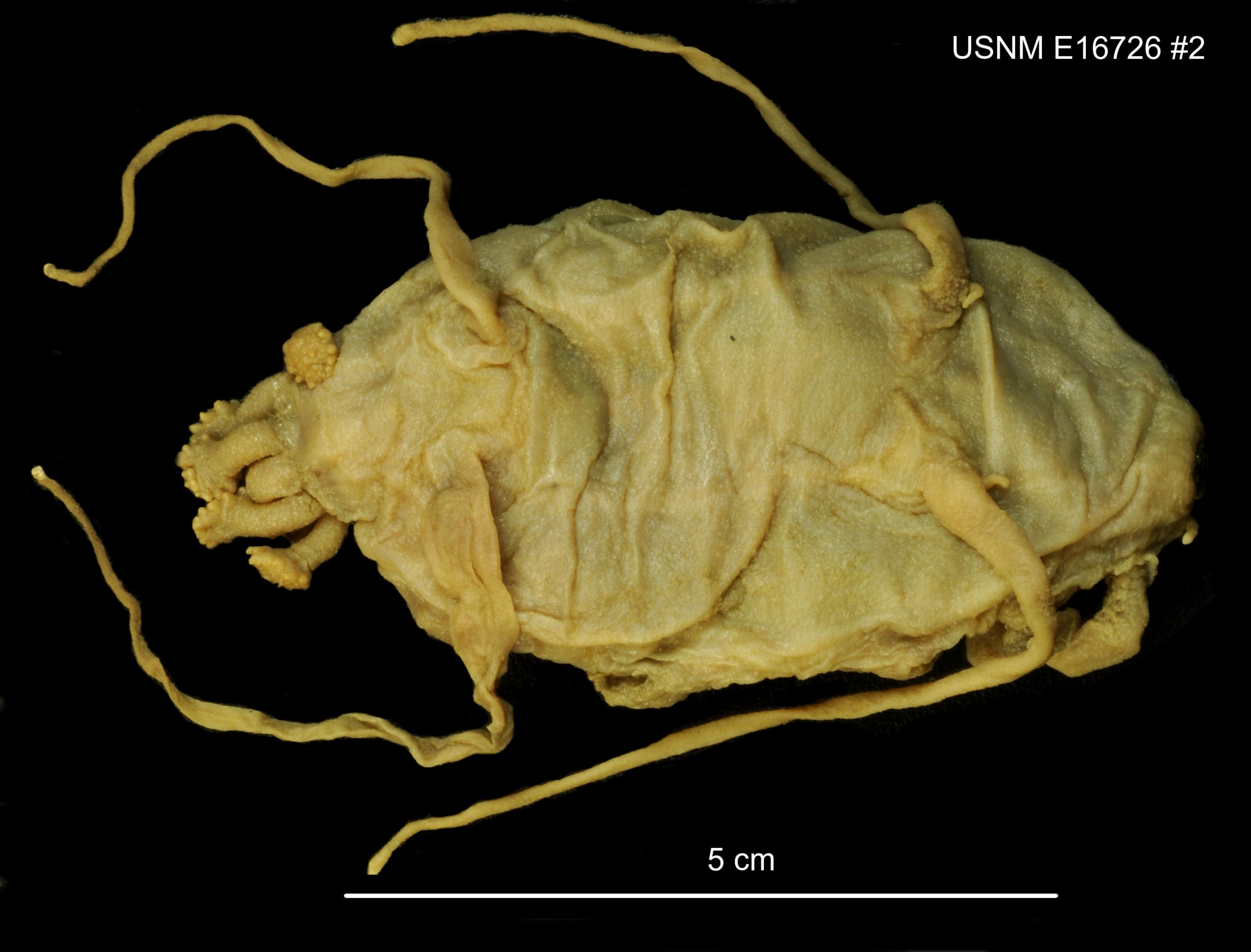
관족을 포함한 스코토플레인 글로보사의 복부 사진이다.

여태까지 진행된 연구에 따르면 이 심해에 서식중인 바다돼지는 다른 해삼강의 생물들과 비슷하며 눈에 띠는 차이점이 거의 존재하지 않다는 조직학적 발견을 제공한다.: 대부분의 해삼강 생물들은 각각의 개체가 성적으로 자웅동체이다.  또한 다른 극피생물과는 다르게 해삼들은 단 하나의 생식선을 가지고 있다. 해삼의 수관계는 천공판이 외체강 대신 내장체강 내부에서 열린다는 것을 제외하면 다른 극피동물들과 비슷하다.수컷 스코토플레인의 경우 그들의 반구측 내장 쪽 낭종 구멍 안에 원생동물을 가지고 있다.

## 추가 문헌
- Ruhl, Henry A., and Kenneth L. Smith, Jr. "Go to Science." Science Magazine: Sign In. Science., 23 July 2004. Web. 1 May 2015.